# Kvarnbergsvattnet
Kvarnbergsvattnet är en sjö i Strömsunds kommun i Jämtland, belägen mellan norska gränsen och Gäddede, och ingår i Ångermanälvens huvudavrinningsområde.
Sjön är 99 meter djup, har en yta på 65,8 kvadratkilometer och befinner sig 307,1 meter över havet (mellan 303 och 313 meter över havet beroende på vattenstånd). Den avvattnas av vattendraget Faxälven.  Sjön reglerades första gången 1940, och därefter definitivt 1950.
Kvarnbergsvattnet är en del av Ströms Vattudal, och utgör dess övre del. Kring sjön ligger förutom tätorten Gäddede också byarna Lövvik, Rydning, Havdarstången, Bränna, Viken, Mon, Sandnäset, Kyrkbollandet och Lermon. Många av nybyggarna som kom till området i mitten av 1700-talet var norrmän.
Uppströms Kvarnbergsvattnet finns flera ganska stora sjöar, Stor-Jorm (15 km²), Limingen (93 km²) och Havdalsvatnet (8 km²); de båda sistnämnda i ligger i Norge.

## Namnet
Namnet Kvarnbergsvattnet kommer från Kvarnstensberget, där det i äldre tider bröts kvarnsten.

## Delavrinningsområde
Kvarnbergsvattnet ingår i delavrinningsområde (716528-141245) som SMHI kallar för Utloppet av Kvarnbergsvattnet. Medelhöjden är 419 meter över havet och ytan är 227,02 kvadratkilometer. Räknas de 223 avrinningsområdena uppströms in blir den ackumulerade arean 2 559,91 kvadratkilometer. Faxälven som avvattnar avrinningsområdet har biflödesordning 2, vilket innebär att vattnet flödar genom totalt 2 vattendrag innan det når havet efter 310 kilometer. Avrinningsområdet består mestadels av skog (64 procent). Avrinningsområdet har 67,64 kvadratkilometer vattenytor vilket ger det en sjöprocent på 29,8 procent.